# ユリスナルダン

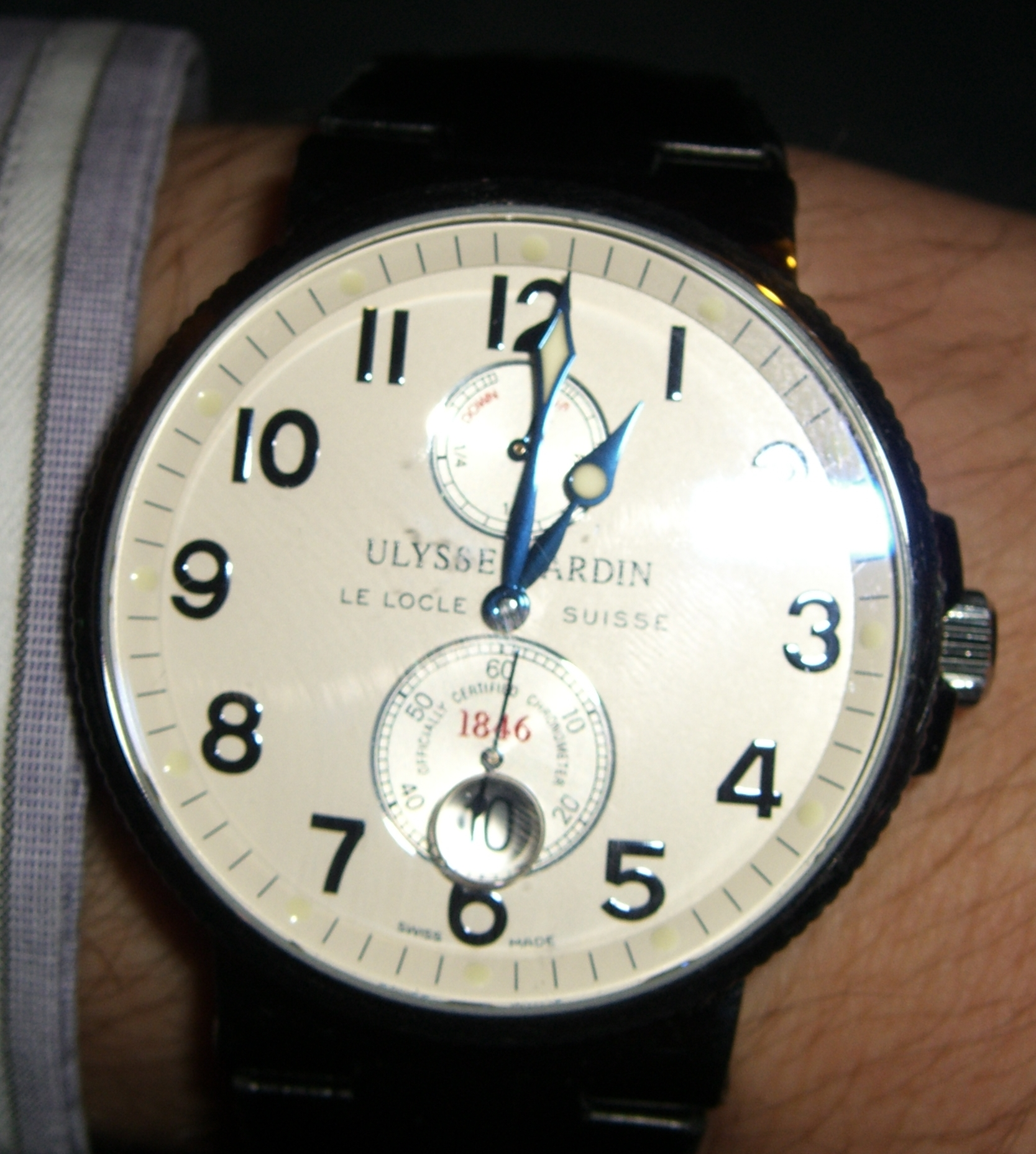
現代ユリスナルダンの腕時計

ユリス・ナルダン（Ulysse Nardin）は、スイスの高級時計メーカーである。
クロノメーターの製造を主に手掛けてきたことから、錨をトレードマークとしている。ケリングを経て、ソーウィンドグループの傘下となっている。

## 歴史

### 創業
創業者のユリス・ナルダン（1823年1月22日-1876年2月20日）は時計職人であった父レオナール・フレデリック・ナルダン（Léonard-Frédéric Nardin ）、マリン・クロノメーター製作や天文時計製作の専門家であったフレデリック・ウィリアム・デュボア（Fréderic-William Dubois ）、ルイ・ジャンリシャール（Louis JeanRichard ）に学び、1846年にル・ロックルで創業した。
1862年のロンドン万国博覧会で出品した時計が金賞を受賞。
1876年に創業者が53歳で亡くなると息子のポール・ダヴィド・ナルダン（Paul-David Nardin ）が後を継いだ。

### マリン・クロノメーターと懐中時計
特に船舶用クロノメーターの分野でほぼ独占状態になるほど成功し、50カ国の海軍に納入された。日本海軍にも多数が納入されており、今日では戦艦三笠に搭載されていたクロノメーター（1918年製造）を横須賀市の記念艦「三笠」にて見ることができる。このクロノメーターは、輸入代理店となっている銀座天賞堂の依頼により2004年から2005年にかけて復元修理された。
懐中時計の分野でも超高級時計として非常に高い地位を得、1908年に明治天皇と嘉仁皇太子（後の大正天皇）が懐中時計を3個購入した記録が残っている。また1930年にセイコーが超高級時計「セイコーシャ・ナルダン型」を生産する際ユリスナルダンの製品をほぼコピーしている。
しかし腕時計への移行が遅れ、さらにはクォーツショックにより苦境に陥った。

### 天文三部作により再出発

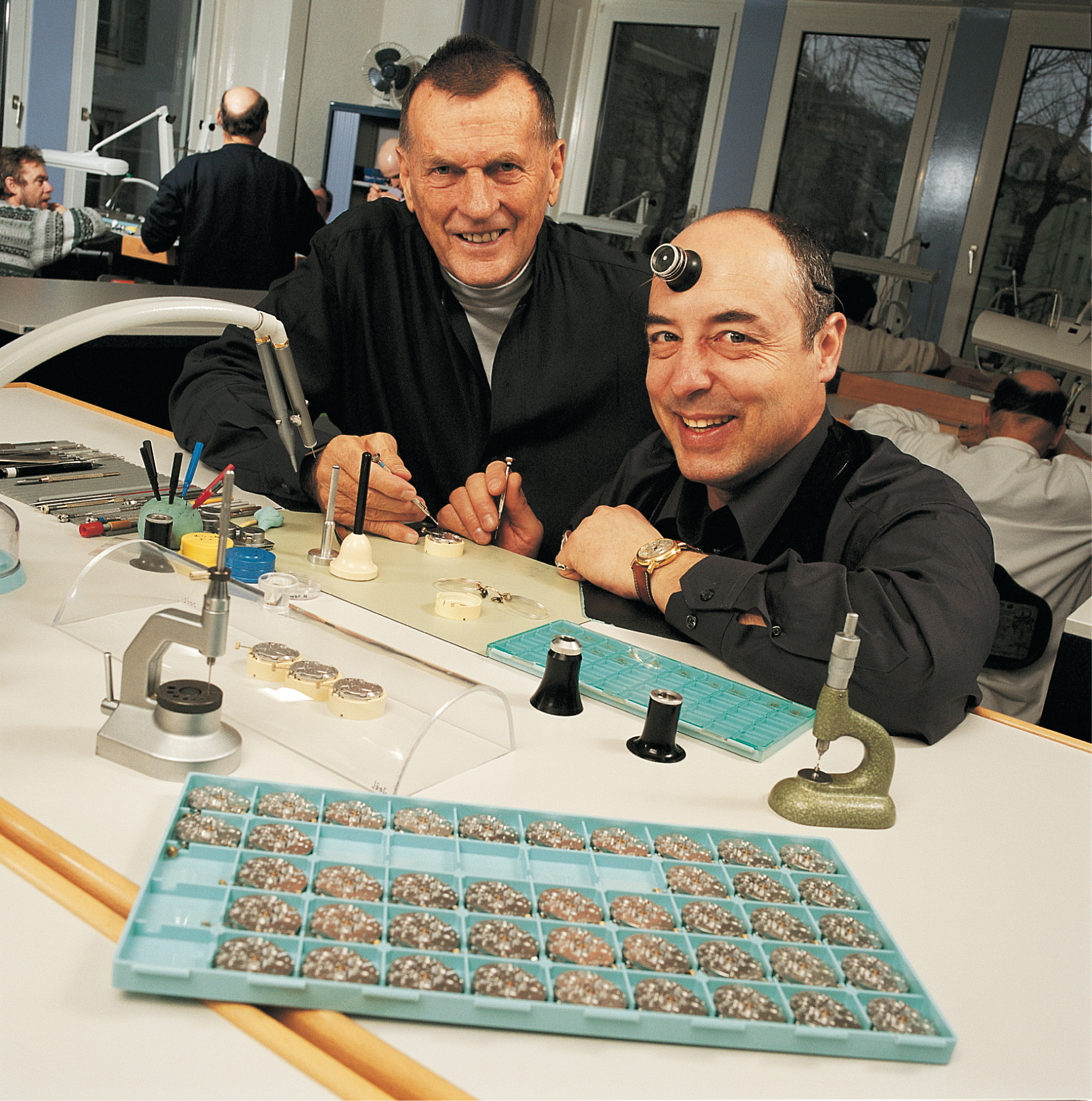
ユリス・ナルダン復興に尽力したロルフ・シュナイダー（左）とルートヴィヒ・エクスリン

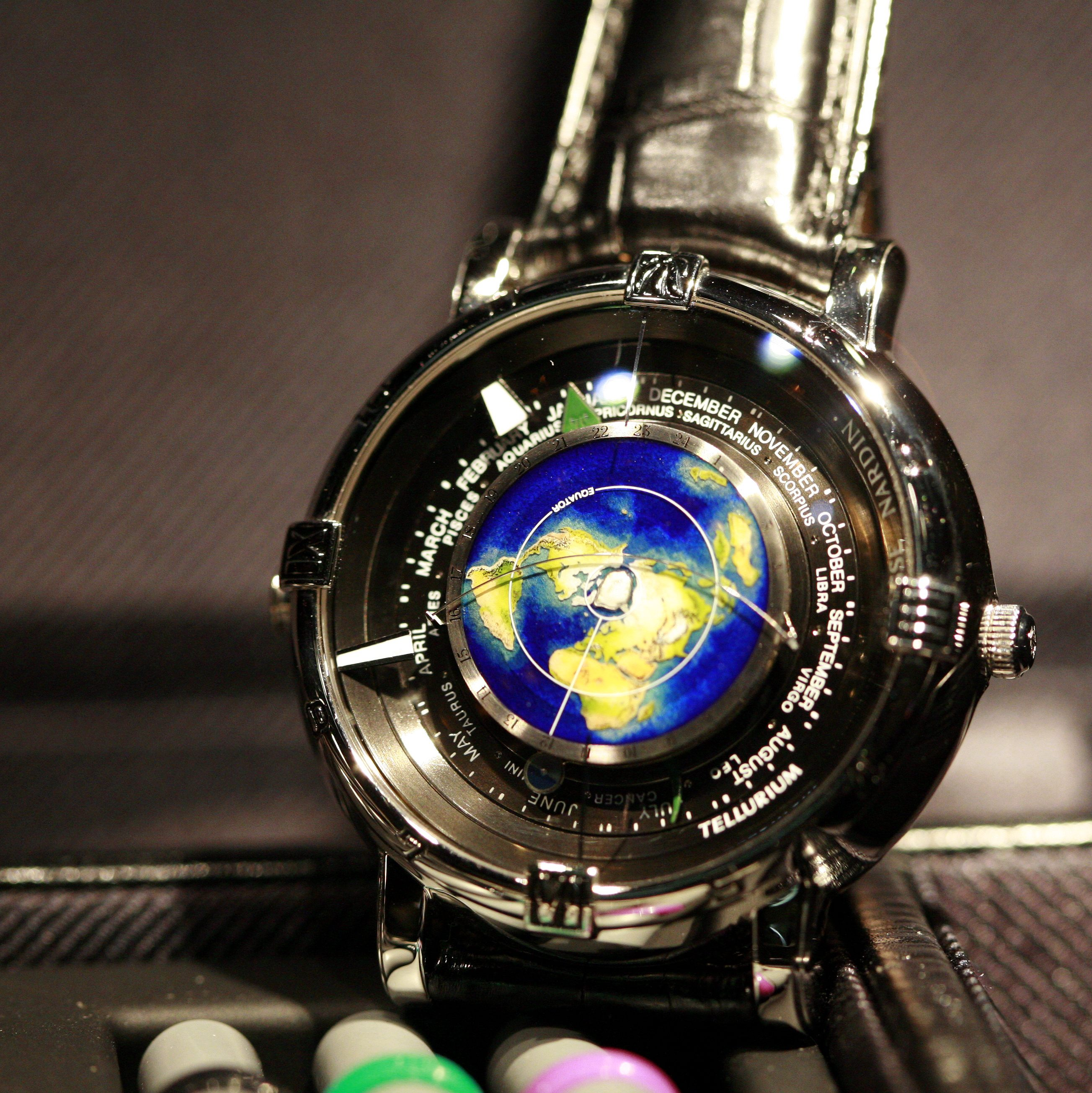
テリリウム・ヨハネスケプラー

1983年に投資家のロルフ・W・シュナイダー（Rolf W. Schnyder、1935年-2011年）に買収され、ルートヴィヒ・エクスリン博士（Dr. Ludwig Oechslin 、1952年-）によるいわゆる「天文三部作」により高級複雑時計メーカーとして復活を遂げた。シュナイダーはユリスナルダンの買収を検討しつつも並みの時計を作っていたのでは再建は覚束ないと思っていた頃にスキーリゾートでアストロラーベに接し、その復元者であるエクスリン博士と知り合ったという。

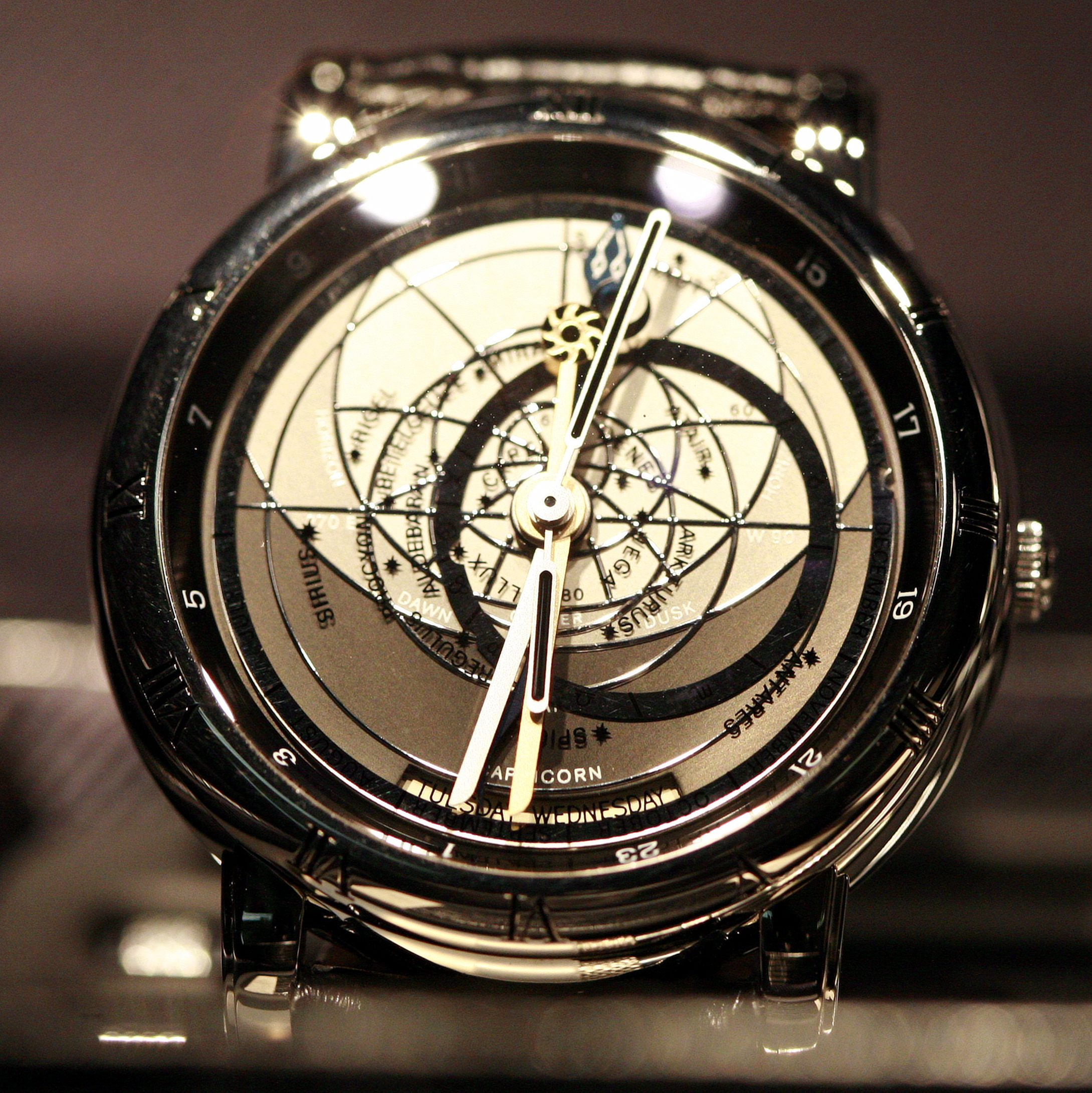
アストロラビウム・ガリレオガリレイ
1983年に試作され、1985年のバーゼルフェアにて発表された。名称はアストロラーベとガリレオ・ガリレイにちなんでいる。
文字盤は天球を模しており、太陽の位置、月の位置、ムーンフェイズ、日食と月食、主な星が見えているかを表示する他、月と曜日を表示する。144,000年分の天文情報がプログラムされている。
1989年に「世界一複雑な腕時計」としてギネスブック表紙に掲載された。

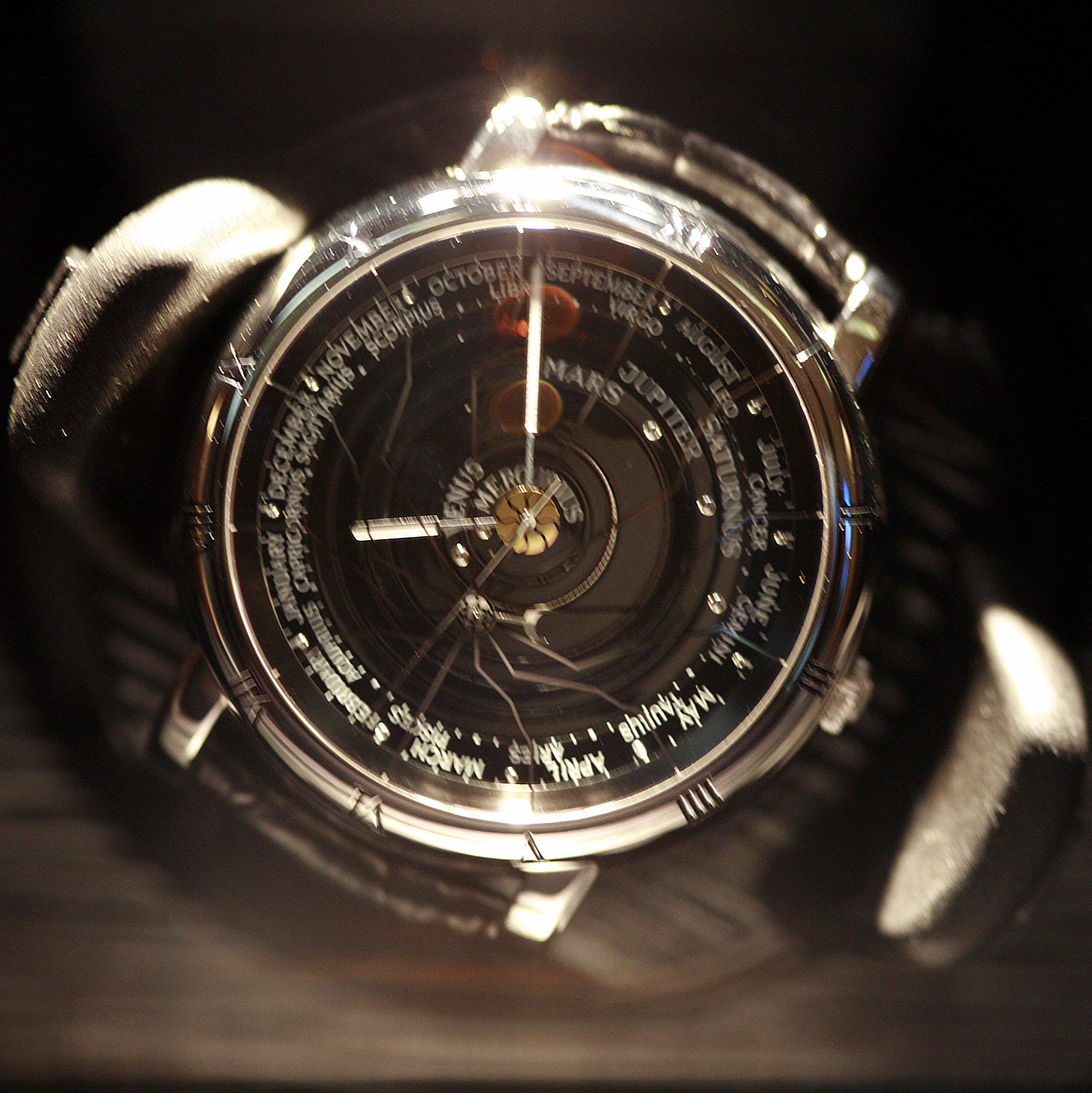
プラネタリウム・コペルニクス
1988年発売された。名称はプラネタリウムとニコラウス・コペルニクスにちなんでいる。
文字盤は太陽系を模しており、文字盤中央を太陽、文字盤中央より少し下を地球に見立てている。
太陽の廻りを水星、金星、火星、木星、土星、黄道12宮ディスクが回っている。
水星ディスクと金星ディスクは反時計回り、それ以外のディスクは時計回りに回転する。木星と土星は実際にはかなり外側を回っているため他の惑星ディスクと比較し木星1/3、土星1/5で表示されている。
サファイアガラスに描かれたクモの巣状の線は30°ごとに引かれている。外側で折れ曲がっているのは前述木星と土星の縮尺を補正するためである。
黄道12宮ディスクには月週も表示され、365日5時間48分46秒で時計回りに一周する。12時位置にその日太陽がいる星座と月・週を示す。
地球の周りを月が回ることでムーンフェイズを表示している。
ベゼルにはアワーマーカーが刻まれており、普通の二針時計の方式で時分表示がされている。
裏蓋はサファイアガラスによるシースルーバックと通常の金無垢モデルが選択できた。自動巻。当時8,000,000円で販売された。
惑星ディスクは通常青い合金製であるが、1897年グリーンランドで発見された隕石をレーザーカットして使用した製品が65個限定22,000,000円で販売された。このタイプの裏蓋はサファイアガラスによるシースルーバックのみ。
テリリウム・ヨハネスケプラー
1992年発売された。名称はラテン語で地球を意味する"Tellus"とヨハネス・ケプラーにちなんでいる。
文字盤中央には七宝で北極を中心とした地球が描かれたディスクが回っており、湾曲した針金がどの地域が昼でどの地域が夜かを示す。
月は地球と反対廻りに回り、位置とムーンフェイズを示す。
龍の形状をした針は日食と月食を表示している。
当時11,500,000円で販売された。
エクスリンはラ・ショー・ド・フォンの国際時計博物館館長（2011年～2014年）に就任したのに伴いユリスナルダンを去ったが、2006年に設立したOchs und juniorにおいてユリスナルダンのムーブメントを使用、ユリスナルダンの天文時計のムーブメント開発を手掛けるなど、協力関係は現在も続いている。

## 現在
2001年にシリコン製脱進機を用いた「フリーク」を発表、後に大手メーカーが追随することとなるシリコン製ムーブメントの先鞭をつけた。「フリーク」は、トゥールビヨンを応用し、ムーブメント自体が回転して分針として機能し（時針の代わりに回転式ディスクを使用）、リューズを持たずケース裏側で時間調整を行う。その後、シリコンにダイヤモンドをコーティングしたり、リューズを採用するなど改良を続けている。
2002年の「ETA2010年問題」を機に自社製ムーブメントの開発に着手、2006年に初の自社製キャリバーCal.UN-160を発表。2012年にはシリコン製部品を用いたCal.UN-118を搭載した「マリーン クロノメーター・マニュファクチュール」を発表。さらに、エベルがレマニアと共同開発したクロノグラフムーブメント、キャリバー137の確保に成功した。
2011年にエナメルの扱いに長けた文字盤サプライヤー、ドンツェ・カドランを買収。同年にシュナイダーが亡くなり、夫人のチャイが代表取締役に就任した。
2014年、ケリングが株式を100%取得してジラール・ペルゴなどを擁するソーウィンドグループの傘下となり、シュナイダー夫人は取締役に留任した。同年、バーゼル・フェアで新式のムーブメント、「ユリス・ナルダン・アンカー・エスケープメント」を発表。
2017年、LVMH、Apple出身のパトリック・プルニエがCEOに就任（2018年にはジラール・ペルゴのCEOも兼任）。同年からは新作発表をバーゼルフェアからジュネーブサロン（現・ウォッチ&ワンダーズ）へ変更。
2022年1月、ケリングはソーウィンドグループの株式をプルニエCEOらにすべて売却（マネジメント・バイアウト）することを発表、これにより再び独立することとなった。